# Student Nitric Oxide Explorer
SNOE byla studentská vědecká družice, postavená a provozovaná University of Colorado za pomoci organizace NASA. Start se konal 26. února 1998 pomocí ze vzduchu odpalované rakety Pegasus XL. Vědecká činnost byla ukončena v září 2000. Do atmosféry vstoupila 1. prosince 2003.

## Popis
Družice měla tvar šestibokého hranolu o průměru podstavy 1 m a výšce 0,9 m. Povrch byl pokryt solárními panely o celkovém výkonu 37 wattů. Družice byla stabilizována rotací 5 otáček za minutu a osa rotace byla kolmá ke směru letu.
Přístrojové vybavení:
- Ultrafialový spektrometr UVS (Ultraviolet Spectrometer) pro měření výškového profilu koncentrace oxidu dusnatého, měřil koncentrace ve výškách 100 a 200 km, pracoval v oblasti ultrafialového záření na vlnových délkách 215 nm (gamma band 1,0) a 237 nm (gamma band 0,1)
- Pětikanálový rentgenový fotometr SXP (Soft X-ray Photometer), pracoval ve vlnových délkách 2 až 35 nm a snímal tedy měkké rentgenové záření a malou část extrémního ultrafialového záření. Byl vybaven pěti křemíkovými fotodiodami. Citlivost fotodiod na danou vlnovou délku byla dána kovovým filmem na povrchu každé diody, cín pro 2-8 nm, titan pro 2-16 nm, zirkonium/titan pro 5-20 nm a karbid hliníku pro 15-35 nm. Pátá fotodioda neměla povrchovou vrstvu kovu a snímala viditelné světlo.
- Dvoukanálový optický fotometr pro studium polárních září AP (Auroral Photometer). Přístroj byl vybaven dvěma identickými fotonkami s MgF2 okny a CsI fotokatodami. První fotonka měla CaF2 filtr pro vlnové délky 125 až 180 nm a druhá BaF2 filtr pro 135 180 nm.
- Experimentální přijímač navigačních signálů z družic GPS (NASA-JPL)

## Mise
Družice byla určená především k měření koncentrace oxidů dusíku v termosféře a ke zjišťování její závislosti na slunečním měkkém rentgenovém záření a na aurorální aktivitě. Středisko řízení mise (Project Operations and Control Center) bylo umístěno v areálu University of Colorado. Družice byla umístěna na polární oběžné dráze synchronní se sluncem. Apogeum dráhy se na počátku mise nacházelo 578 km nad povrchem Země, sklon dráhy byl 97,75° a doba oběhu 99,8 minut. Poslední vědecká data byla získána 30. září 2000. Dráha družice se postupně snižovala a 13. prosince 2003 vstoupila do atmosféry a zanikla.